# 一宮市総合体育館
一宮市総合体育館（いちのみやしそうごうたいいくかん）は、愛知県一宮市の光明寺公園内にある一宮市立の屋内競技施設。指定管理者制度に基づき、ハマダスポーツ企画が運営管理している。

## 歴史
2008年12月に安全祈願祭・着工。2010年12月10日完成。2011年（平成23年）3月13日に行われた式典の後、4月1日開設。なお2022年には第61回1000万人ラジオ体操・みんなの体操祭の荒天会場となっている。

## 施設の概要
3つの競技場（アリーナ）を中心に構成し、卓球、バドミントン、バスケットボール、バレーボール、テニス、ハンドボール、フットサル等での利用が可能となっている。アリーナごとにネーミングライツ（命名権・5年毎に更新）を導入しており、3つともいちい信用金庫が取得し、第1競技場はいちい信金アリーナ（2021年4月～）。第2競技場はいちい信金アリーナA。第3競技場はいちい信金アリーナB（共に2011年4月～）と付けられた。
一般用のトレーニングルームがあり、使用料や年会費を支払えば、利用可能時間内なら気軽に利用ができる。また、管理者のハマダスポーツ企画が運営する各種スポーツ教室等も数多く開かれている。
- アリーナ（1/2～1/3に区分けして利用が可能）・鉄筋コンクリート造一部鉄骨造　2階建 （延床面積17,235.36m2）
  - 第1競技場（いちい信金アリーナ）[3]
    - 3,261.08m2(有効床68mx46m=3,128m2、天井高15m)
    - 観客席：1994席 + 車椅子8席
    - 観客席後方の通路はトレーニングルーム利用者用のランニングコースを兼ねている。（ただし、観客を入れる等イベントが行われている時は利用できない。）

  - 第2競技場（いちい信金アリーナA）
    - 1,892.01m2(有効床46mx37m=1,702m2、天井高12.6m)
    - 観客席：223席 + 車椅子2席

  - 第3競技場（いちい信金アリーナB）
    - 1,867.66m2(有効床46mx37m=1,702m2、天井高12.6m)
    - 観客席：172席 + 車椅子2席
- 多目的室
- 会議室
- トレーニングルーム（1回：500円・回数券〔11枚綴〕：5,000円・年間会員券：12,000円）
- ボルダリングコーナー
- 喫茶室（土・日・祝日のみ営業）
- 利用可能時間：9:00～21:00
- 休業日：毎週第1・3水曜日（祝日を除く）年末年始
- アリーナ、多目的室、会議室の利用は予約が必要である。（利用料金は公式ホームページを参照）

## 所在地
- 一宮市光明寺字白山前20番地

## アクセス
- 名古屋鉄道名古屋本線木曽川堤駅下車、徒歩30分
- JR東海道本線木曽川駅下車、徒歩30分。タクシー10分。
- 名鉄バス名鉄一宮駅（名鉄一宮駅・JR尾張一宮駅）より一宮市総合体育館行き乗車。
- 東海北陸自動車道 一宮木曽川ICより 5分
- 名古屋高速道路 一宮東出入口より 20分